# Elshan Moradi
Elshan Moradi, noto anche come Elshan Moradiabadi (Teheran, 22 maggio 1985), è uno scacchista iraniano naturalizzato statunitense.
Ha ottenuto il titolo di Grande Maestro nel 2005, all'età di 20 anni. 
Nel 2001, all'età di 16 anni, ha vinto il Campionato iraniano con il punteggio di 10/11, davanti a Ehsan Ghaem Maghami.
Nel 2009 ha fatto parte della nazionale iraniana nella prima edizione dei World Mind Sports Games a Pechino, in cui l'Iran si classificò al terzo posto davanti a Ungheria, USA e India. 
Nel 2011 ha partecipato alla Coppa del Mondo di scacchi, ma è stato eliminato nel primo turno da Leinier Domínguez. Nel 2012 ha vinto la Final Four degli scacchi universitari statunitensi con la squadra della  Texas Tech University. Nel 2015, con la stessa squadra, ha vinto a Cleveland il Pan-American Intercollegiate Team Chess Championship.  
Nel febbraio 2016 diventò il secondo iraniano, dopo Ehsan Ghaem Maghami, a raggiungere i 2600 punti Elo. Nello stesso anno vinse il torneo Washington International davanti a Gata Kamsky e Ilya Smirin.
È legato sentimentalmente con il GM Femminile Sabina Foisor, con la quale vive a Durham nella Carolina del Nord.
Dal febbraio 2017 gioca per la United States Chess Federation.